# Grallator

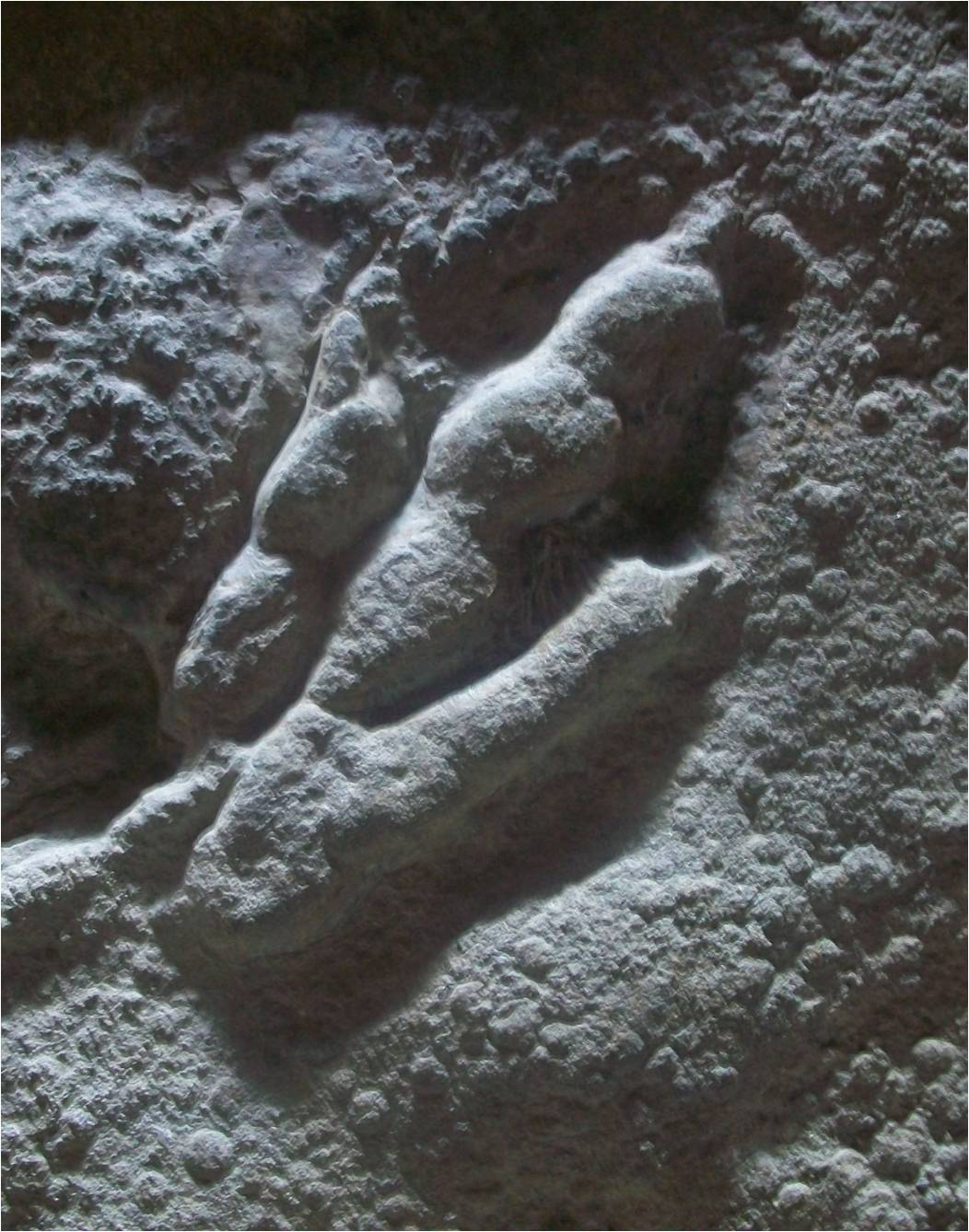
Odcisk stopy Grallator

Grallator – ichnorodzaj niewielkiego dwunożnego teropoda, żyjącego na terenie superkontynentu Pangei w późnym triasie lub wczesnej jurze. Zwierzę, które zostawiło ślady zaliczane do ichnorodzaju Grallator, przypuszczalnie przypominało celofyza. Nazwa „Grallator” oznacza tyle, co „szczudłonogi wędrowiec”. Nie jest ona jednak w pełni prawidłowa, gdyż nie wiadomo, jakie zwierzę zostawiło ślady oznaczone jako „Grallator”, tym samym nie można nic ustalić o budowie jego nóg. Przedrostek „Grallae” odnosi się do hipotetycznej grupy ptaków takich jak bocianowate i czaplowate. Ów ichnorodzaj został opisany przez Edwarda Hitchcocka w 1858.
Ślady grallatora mają trzy palce o długości 5–15 cm. Zostały one znalezione w USA, Kanadzie i Europie, w tym w Polsce. Są one najliczniejsze na wschodnim wybrzeżu Stanów Zjednoczonych. Ślady przypisane do tego ichnorodzaju znaleziono też w Australii. Ślady pozostawione przez przedstawicieli tego ichnorodzaju mają wprawdzie trzy palce, ale samo zwierzę miało ich prawdopodobnie pięć. Na odciskach przypisanych do owego teropoda widoczne są palce oznaczone jako II, III i IV. Najdalej położone palce grallatora były krótkie i nie dotykały ziemi w trakcie poruszanie się. Pomimo ich bezużyteczności w trakcie wczesnej ewolucji dinozaurów nie zanikły. Palce II, III i IV miały odpowiednio: 3, 4 i 5 paliczków.
Mimo iż ślady Grallator pozostawił dwunożny dinozaur gadziomiedniczny są bardzo podobne do śladów innego triasowego ichnorodzaju Atreipus, które pozostawił czworonożny dinozaur ptasiomiedniczny.